# 안드레 코스텔라네츠

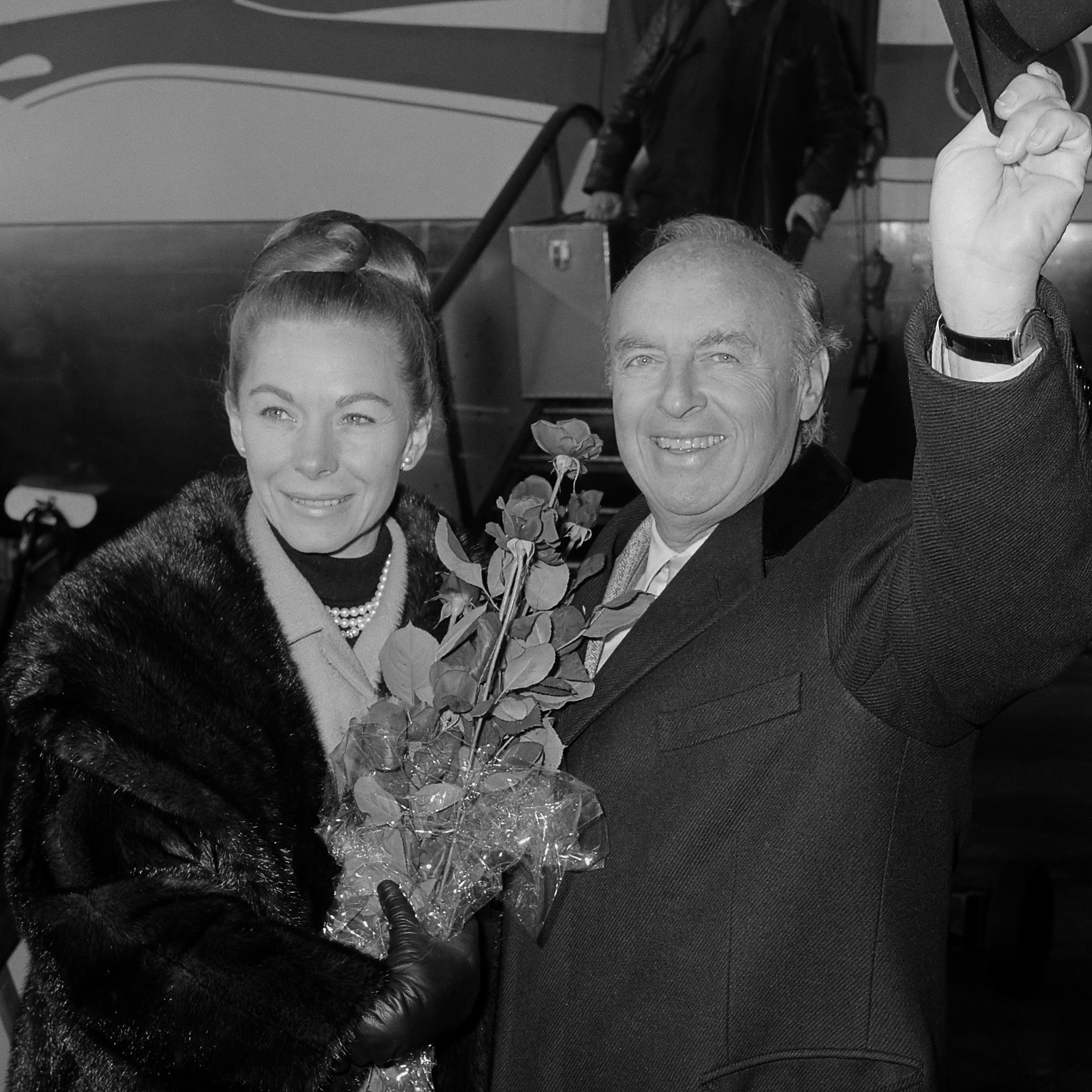
왼쪽(1963년)

안드레 코스텔라네츠(Andre Kostelanetz, 1901년~1980년)는 러시아의 지휘자이다. 상트페테르부르크에서 태어났다. 음악원에서 그 가극장의 지휘자가 되었다. 그는 1922년에 미국으로 이주하였다. 1931년에 라디오 음악 프로그램의 지휘를 담당하여 이름을 날렸으며, 1938년에 소프라노 가수 릴리 폰즈와 결혼하였다. 또, 자신의 관현악단을 만들어 탁월한 편곡으로 팝스를 연주하여 대단한 인기를 누렸다.

## 참고 문헌
- 이 문서에는 다음커뮤니케이션(현 카카오)에서 GFDL 또는 CC-SA 라이선스로 배포한 글로벌 세계대백과사전의 내용을 기초로 작성된 글이 포함되어 있습니다.